# Ernst Sahlgren
Ernst Johan Albert Sahlgren, född 21 maj 1889 i Helgarö församling, död 26 januari 1983 i Vallentuna församling, var en svensk läkare.
Ernst Sahlgren var son till kyrkoherden Albert Sahlgren och bror till Jöran Sahlgren. Efter mogenhetsexamen i Örebro 1907 blev Sahlgren vid Uppsala universitet medicine kandidat 1910 samt vid Karolinska institutet medicine licentiat 1914 och medicine doktor 1924. Han var extra läkare vid Stockholms epidemisjukhus 1914 samt underläkare vid Söderby sjukhus 1915–1917, vid Provisoriska sjukhuset i Stockholm 1917, vid medicinska avdelningen på Sabbatsbergs sjukhus 1917–1921  och vid Sankt Eriks sjuk- och vårdhem 1921–1923. Åren 1923–1924 var han amanuens vid Serafimerlasarettets nervklinik och 1924 föreståndare för nervpolikliniken där. Från 1924 var han praktiserande läkare i Stockholm och från 1925 docent i neurologi vid Karolinska institutet. År 1949 fick han professors namn. Sahlgren var läkare vid Sankt Eriks sjukhus 1925–1930 samt extra överläkare 1931–1936 och överläkare vid medicinska avdelningen där 1936–1943. Samtidigt var han 1934–1943 sjukhuset styresman. Som lärare i invärtes medicin ledde han 1929–1943 de propedeutiska kurserna för medicinare på Sankt Eriks sjukhus. Från 1943 var Sahlgren överläkare vid medicinska avdelningen på Södersjukhuset och förste styresman för detta. Han var ordförande i Sveriges läkarförbund 1938–1939. Sahlgren publicerade ett stort antal neurologiska arbeten. Hans undersökningar över den hypnotiska suggestionens inverkan på det vegetativa nervsystemets funktioner belönades 1927 med Svenska läkaresällskapets Lennmalmspris. Han var även ledamot av kommittén för Södersjukhusets byggande. Sahlgren är begravd på Vallentuna kyrkogård.